# Перуанская олуша
Перуанская олуша (лат. Sula variegata) — вид олуш. Эндемик Перуанского течения, важный хищник в своём биоценозе. Наиболее многочисленная птица перуанского побережья. В середине XX века популяция перуанской олуши достигла 3 миллионов особей. Является вторым по важности производителем гуано из всех морских птиц после баклана Бугенвиля.

## Описание
У летящей птицы коричневые верхние части и белые нижние. Остроконечный длинный серый клюв, белая голова.
Обычная и заметная морская птица побережий и прибрежных вод вдоль Перуанского течения. Иногда собирается в стаи по несколько сотен особей, круто ныряя в море среди кормящихся бакланов, чаек и крачек. Встречается также на причалах и скалах, часто вместе с бакланами и пеликанами. Взрослая особь отличается белоснежной головой и шеей, темной верхней частью боков с белой чешуей на спине. Молодые особи в целом более тусклые, с сумрачными головой и телом. 

## Поведение

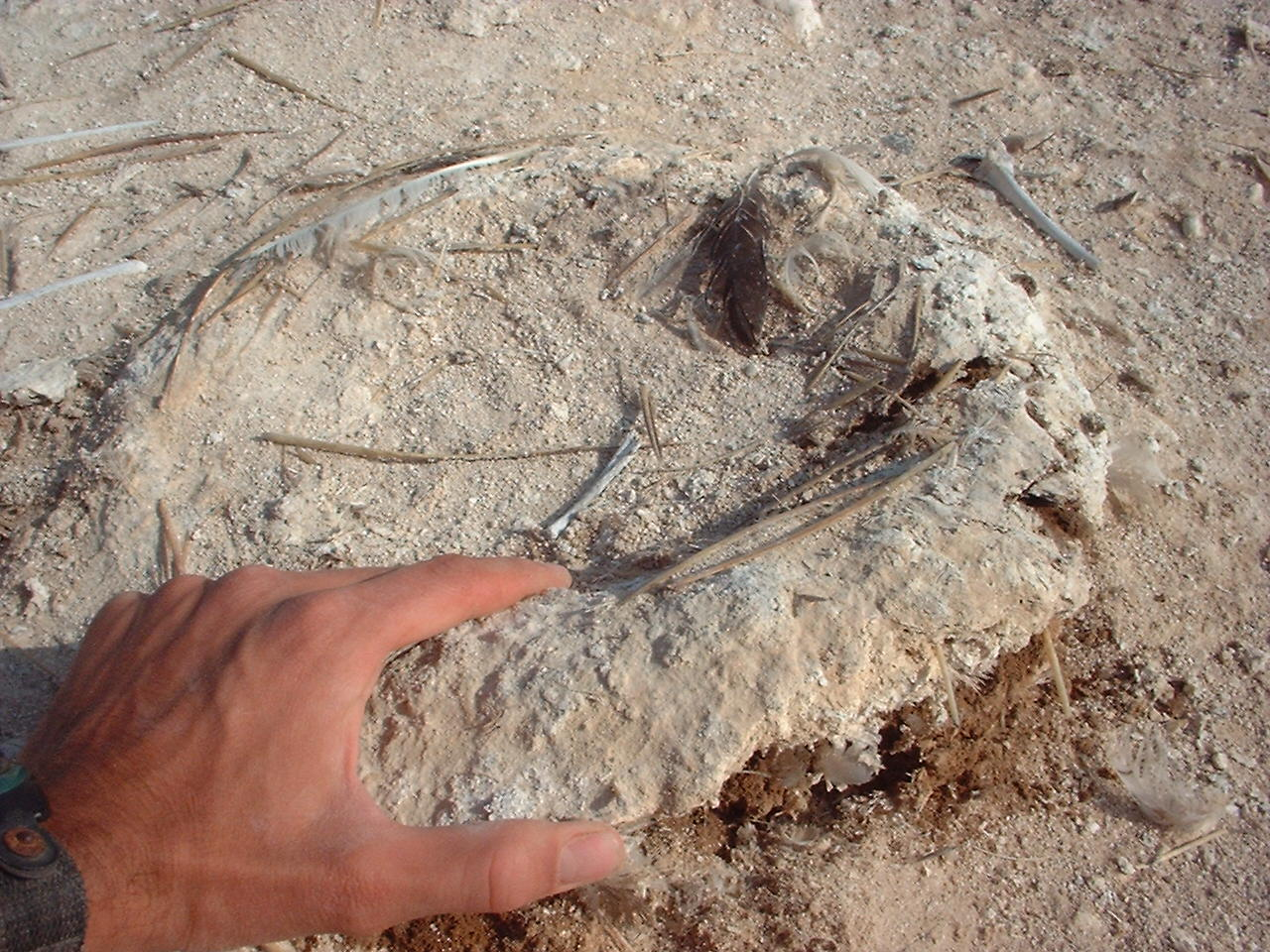
Гнездо перуанской олуши, сделанное из гуано и почвы

Основу диеты птиц составляет перуанский анчоус. Также едят макрель и другую пищу. Охотятся перуанские олуши в холодных водах течения Гумбольдта.